# Buick Somerset
Buick Somerset (Бьюик Сомерсет) — люксовое купе, производившееся с 1985 по 1987 год американской компанией Buick, подразделением корпорации General Motors.

## Описание

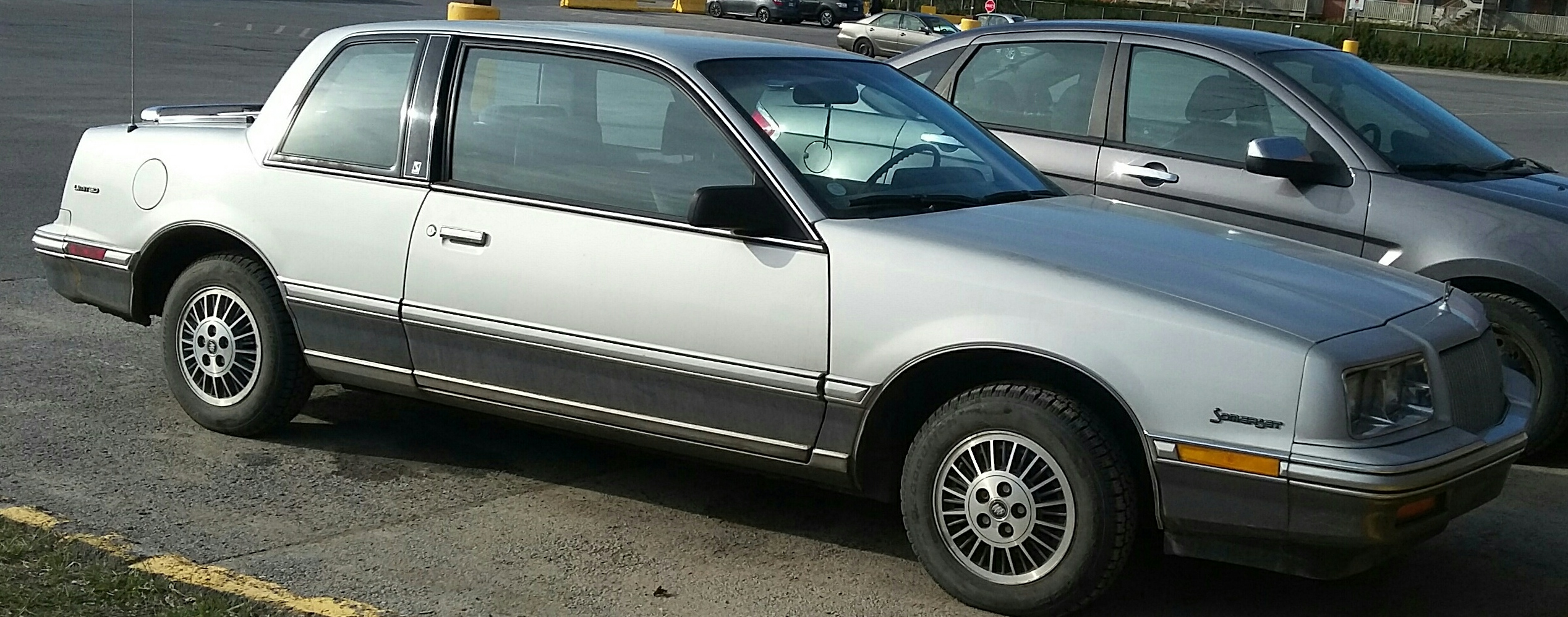

В 1980 и 1982 годах для обозначения люксовой версии автомобиля Regal уже использовалось название Somerset. И вот, в 1985 году его получила отдельная модель, занимавшая узкую нишу между компактным Skylark и более крупным Century. Целью выпуска такого автомобиля было предложить покупателям спортивное купе с отменными ходовыми свойствами, упакованное в традиционную роскошь, свойственную автомобилям Buick.
Эта переднеприводная модель комплектовалась либо четырёхцилиндровым, либо шестицилиндровым моторами. Оба двигателя имели электронную систему впрыска топлива и агрегатировались с пятиступенчатой механической коробкой передач. Автоматическая четырёхступенчатая трансмиссия с повышающей высшей передачей была доступна по заказу.
Передняя независимая подвеска со стойками типа Макферсон и задняя полунезависимая со скручивающейся балкой, специально подобранные пружины и особым образом настроенные амортизаторы, позволяли автомобилю двигаться плавно и, в то же время, точно маневрировать на любой скорости.
В салоне перед водителем располагалась полностью электронная цифровая приборная панель, кресла были специально спрофилированы для лучшей поддержки сидящего, а в отделке салона использовались вставки из дерева или специально обработанного металла.